# Смех и горе у Бела моря
«Смех и го́ре у Бе́ла мо́ря» — сборник советских рисованных мультипликационных фильмов 1988 года, смонтированный режиссёром Леонидом Носыревым из четырёх своих короткометражных мультфильмов, выпускавшихся по отдельности с 1977 года: «Не любо — не слушай», «Волшебное кольцо», «Архангельские новеллы» и «Поморская быль». Все мультфильмы-новеллы объединены одним персонажем — рассказчиком дедом Сеней, которого озвучивает Евгений Леонов.

## Новеллы
В сборник вошли экранизации следующих сказок Бориса Шергина и Степана Писахова:
- «Не любо — не слушай»:
  - Вечны льдины (Писахов)
  - Про медведя (Писахов)
  - Морожены песни (Писахов)
- «Волшебное кольцо» (Шергин)
- «Архангельские новеллы»:
  - Перепилиха (Писахов)
  - Апельсин (Писахов)
- «Поморская быль» (Шергин)

## Производство
- Авторы сценария: Юрий Коваль, Леонид Носырев
- Кинорежиссёр: Леонид Носырев
- Художник-постановщик: Вера Кудрявцева-Енгалычева
- Композитор: Евгений Ботяров
- Кинооператор: Надежда Михайлова
- Звукооператор: Борис Фильчиков
- Монтажёр: Ольга Василенко
- Ассистент режиссёра: Татьяна Галкина
- Художники-мультипликаторы: Анатолий Абаренов, Алексей Букин, Юрий Кузюрин, Олег Комаров, Виктор Лихачёв, Иосиф Куроян, Марина Рогова, Рената Миренкова, Марина Восканьянц, Людмила Лобанова, Елена Малашенкова
- Песню-причет исполняла Зинаида Попова
- «Северные звоны». Автор и исполнитель: Иван Данилов
- Ансамбль народной музыки под управлением Дмитрия Покровского «Московские рожечники»
- Художники: Вера Харитонова, Ирина Светлица, Светлана Давыдова, Владимир Захаров, Николай Митрохин, Марина Игнатенко, Надежда Алферова, Инна Кузьмина, Елена Качкова, С. Машкова, Людмила Бирюкова, И. Балашова, Т. Егорова
- Над фильмом работали: Генрих Сапгир, Александр Чеховский, Елена Кунакова, Борис Котов, Майя Попова, Кабул Расулов, Владимир Кутузов, Ольга Исакова, Татьяна Домбровская, Людмила Крутовская, Любовь Бутырина, Виктор Егоршин
- Редактор: Наталия Абрамова
- Директор съёмочной группы: Татьяна Зозуля

### Роли озвучивали
- Евгений Леонов — Сеня Малина, рассказчик
- Юрий Волынцев — Иван / старик-слушатель
- Борис Новиков — мужик
- Мария Виноградова — мать Ивана / кошка Маша
- Клара Румянова — собака Жужа
- Анатолий Баранцев — царь / муж Перепилихи
- Кира Смирнова — царица Маремьяна / Перепилиха
- Татьяна Васильева — царевна Ульянка
- Анна Каменкова — змея Скарапея (в титрах не указана)
- Семён Самодур — слушатель / медведь / исполнение частушки (в титрах не указан)

## Отзывы
В те же годы (1977—1987) Леонид Носырев начал снимать эпический цикл северных сказок. Его красочные изыскания пропитаны колоритом и юмором особенного меткого слова Шергина и Писахова, наполнены федоскинской живописной традицией, поэзией Русского Севера и раскованной современной пластикой («Не любо — не слушай», 1977; «Волшебное кольцо», 1979; «Архангельские новеллы», 1986)
— Лариса Малюкова «СВЕРХкино», стр. 291